# Sandro André da Silva
1. WEITERLEITUNG Sandro da Silva